# Plebeiella
Plebeiella é um gênero de abelha sem ferrão presente na parte sul da África. Existem por volta de 500 espécies de abelhas sem ferrão no mundo catalogadas em diversos gêneros diferentes. Muitas espécies ainda não foram descobertas e outras estão passando por revisões para reenquadrá-las como novas espécies ou pertencentes a outros gêneros.
Existem até o momento 2 espécies de Plebeiella catalogadas, são elas:
| Gênero     | Espécie                 | Nome popular (se tiver) |
| Plebeiella | Plebeiella griswoldorum | Plebeiella griswoldorum |
| Plebeiella | Plebeiella lendliana    | Plebeiella lendliana    |